# 二見一樹
二見 一樹（ふたみ かずき、1985年8月16日 - ）は日本の俳優、元子役。東京都出身。血液型はO型。趣味・特技はプラモデル、ファミコン、サッカー。

## 経歴
『超力戦隊オーレンジャー』（1995年）のゲスト出演で子役デビュー。1997年には『ビーロボカブタック』で人間側の主人公を演じた。
カブタック終了後に芸能界を引退し、趣味のサッカーの道に進んだ。
2011年7月30日に開催された「モスラ誕生祭」ではスケジュールの都合で出演はできなかったが、ビデオメッセージで出演している。

## 主な出演作品

### テレビドラマ
- 超力戦隊オーレンジャー 第17話「強奪 変身ブレス」、第18話「父の異常な愛情」 （1995年、テレビ朝日） - 茂 / メカ人間シゲル 役
- ビーロボカブタック （1997年2月 - 1998年3月、テレビ朝日） - 高円寺譲 役

### テレビバラエティー
- とんねるずのみなさんのおかげです （フジテレビ）
- はなきんデータランド （テレビ朝日）

### 映画
- モスラ（1996年）- 後藤大樹 役[1]
- フリー・ウィリー2（ソフト版日本語吹き替え） - エルヴィス（フランシス・キャプラ）役
- レナードの朝（日本語吹き替え）

### Vシネマ
- ビーロボカブタック クリスマス大決戦!! 高円寺譲 役